# The Day After (1909)
The Day After é um filme mudo de curta metragem estadunidense, do gênero dramático, lançado em 1909, dirigido por D. W. Griffith e escrito pela atriz Blanche Sweet.

## Elenco
- Arthur V. Johnson
- Blanche Sweet
- Marion Leonard
- George Nichols
- Linda Arvidson
- Frank Evans
- James Kirkwood
- Henry Lehrman
- Jeanie Macpherson
- W. Chrystie Miller
- Anthony O'Sullivan
- Gertrude Robinson
- Paul Scardon
- Mack Sennett
- Henry B. Walthall
- Dorothy West